# Autorità Portuale di New York e New Jersey
L'Autorità Portuale di New York e New Jersey (in inglese Port Authority of New York and New Jersey, IPA: [pɔrt əˈθɔrəti ʌv nu jɔrk ænd nu ˈʤɜrzi], e in acronimo PANYNJ) è una joint venture tra gli stati di New York e New Jersey per la gestione di gran parte delle infrastrutture regionali dei trasporti situate nell'area dei due stati.
La PANYNJ si occupa delle gestione del distretto portuale di New York e New Jersey, così come dei collegamenti tra il New Jersey e la città di New York, tra cui l'Holland Tunnel, il Lincoln Tunnel e il ponte George Washington. In aggiunta, la PANYNJ gestisce anche la Port Authority Trans-Hudson, il Port Authority Bus Terminal e diversi aeroporti: il LaGuardia, il John F. Kennedy, il Newark-Liberty, il Teterboro, il New York-Stewart e l'Atlantic City.

## Port Authority Bus Terminal

### Aziende
Port Authority è servita dalle seguenti linee:

#### Linee di pendolari
- Academy Bus
- Bieber Transportation Group[4]
- Coach USA
  - Community Coach
  - Olympia Trails
  - Rockland Coaches
  - Short Line
  - Suburban Trails
- Community Lines[5]
- DeCamp Bus Lines
- Lakeland Bus Lines
- Martz Trailways[6]
- New Jersey Transit (Routes 107-199)[8]
- OurBus
- Spanish Transportation
- Trans-Bridge Lines

#### Autobus per l'aeroporto
- New York Airport Service per il Kennedy Airport e il LaGuardia Airport[9][10]
- Olympia Trails per il Newark Airport[11]

#### Operatori interurbani

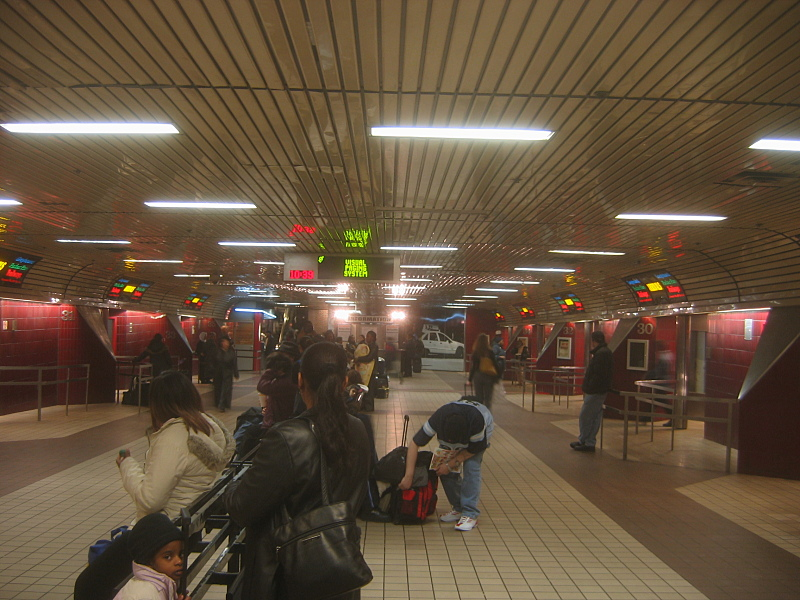
Gates 1-85 on lower level of the terminal are used for inter-city departures

- Adirondack Trailways
- Bolt Bus
- C&J
- Fullington Trailways
- Greyhound Lines
- Megabus
- OurBus Prime
- Peter Pan Bus Lines

#### Gite turistiche
- Gray Line New York
- The RIDE,[12] nearby on north side of 42nd St. and 8th Ave.